# Opper-Lausitzs voetbalkampioenschap 1919/20 (Zuidoost-Duitsland)
In 1919/20 werd het vijfde Opper-Lausitzs voetbalkampioenschap gespeeld, dat georganiseerd werd door de Zuidoost-Duitse voetbalbond. Er werden twee competities georganiseerd, in Sagan en Görlitz, waarvan enkel de winnaars bekend gebleven zijn.
Saganer SV werd kampioen en plaatste zich voor de Zuidoost-Duitse eindronde. De club verloor meteen met 4:0 van FC Askania Forst. 

## 1. Klasse

### Gau Görlitz
VfR Görlitz en SC Union Görlitz fuseerden tot SVgg Gelb-Weiß Görlitz.
SC Preußen 06 Görlitz en TC Görlitz fuseerden tot STC Görlitz.
| Plaats | Club                   | Wed. | W | G | V | Saldo | Ptn |
| ------ | ---------------------- | ---- | - | - | - | ----- | --- |
| 1.     | SVgg Gelb-Weiß Görlitz |      |   |   |   |       |     |
| 2.     | STC Görlitz            |      |   |   |   |       |     |

|  | Geplaatst voor finale |

### Gau Sagan
Enkel kampioen Saganer SV is bekend gebleven. 

## Finale
|  |            |       |                        |  |
|  | Saganer SV | 5 – 3 | SVgg Gelb-Weiß Görlitz |  |
|  |            |       |                        |  |